# Muzeum koní v Chantilly
Živé muzeum koní (francouzsky Musée Vivant du Cheval) je muzeum v Chantilly věnované koním, jejich chovu, kultuře a umění. Je umístěno ve Velkých stájích (Grandes Écuries) zámku v Chantilly, asi 40 km severně od Paříže.

## Historie
Velké stáje byly postaveny v roce 1719 na příkaz Louise Henriho de Bourbon-Condé, pozdějšího prvního ministra Francie, který věřil, že se znovu narodí jako kůň. Požádal architekta Jeana Auberta, aby vybudoval stáje hodné k pobytu koně jeho postavení. Výsledná 186 m dlouhá budova je mistrovským dílem architektury 18. století. Stáje mohou pojmout 240 koní a až pět set loveckých psů.
V roce 1830 zdědil zámek v Chantilly čtvrtý syn krále Ludvíka Filipa Henri d'Orléans. V roce 1886 ale odkázal zámek, stáje, závodiště a téměř 8 km2 lesů Institut de France, s tím, že mají být zachována ve své podobě.
Muzeum založil Yves Bienaimé, který v roce 1959 začal svou jezdeckou kariéru ve zdejší jezdecké škole. O dvě desetiletí později ho zasáhl pohled na chátrající budovu. Po čtyřech letech jednání s Institutem otevřeli Yves Bienaimé s manželkou Annabel pro veřejnost muzeum koně. 

## Muzeum
Muzeum má 31 místností s exponáty, zahrnujícími více než 1200 obrazů, kreseb, soch a keramiky a týkajícími se různých koňských témat, jako jsou jezdectví, koněspřežná doprava, umění, historie, zdraví koní a jezdecká výstroj. Muzeum se označuje jako "živé", protože je v něm ustájeno 31 koní různých plemen. Součástí záměru muzea je podporovat vzdělávání veřejnosti pomocí interakce se zvířaty. Každý den se provádí tři až pět drezurních ukázek a alespoň jednou měsíčně se konají velké jezdecké přehlídky. Muzeum navštíví každoročně okolo 200 tisíc lidí. Muzeum je v soukromých rukách a není financované z veřejných prostředků ani z dotací Institutu de France.

## Muzeum v populární kultuře
Zámek a muzeum se objevily v bondovce Vyhlídka na vraždu jako sídlo zločince Maxe Zorina, kterého ztvárnil Christopher Walken.